# Монтичано
Монтичано (итал. Monticiano) је насеље у Италији у округу Сијена, региону Тоскана.
Према процени из 2011. у насељу је живело 864 становника. Насеље се налази на надморској висини од 364 м.

## Становништво
Према резултатима пописа становништва 2011. у општини је живело 1.505 становника.
| 1931. | 1936. | 1951. | 1961. | 1971. | 1981. | 1991. | 2001. | 2011. |
| ----- | ----- | ----- | ----- | ----- | ----- | ----- | ----- | ----- |
| 3.096 | 2.882 | 2.972 | 2.343 | 1.875 | 1.586 | 1.444 | 1.408 | 1.505 |